# ليفربول وافيرتري (دائرة انتخابية في المملكة المتحدة)
ليفربول وافيرتري  (بالإنجليزية: Liverpool, Wavertree)‏ هي إحدى الدوائر الانتخابية في المملكة المتحدة الممثلة في مجلس العموم في برلمان المملكة المتحدة.
عضو البرلمان الذي يمثلها حالياً هو :Rt Hon Jane Kennedy (Lab).